# Narcisse
Narcisse is een historisch Frans merk van bromfietsen en lichte motorfietsen.
De bedrijfsnaam was Narcisse SARL, St. Quen. 
Klein Frans fabriekje dat vanaf 1950 eerst een Tandem-motorfiets met een 100 cc Aubier Dunne-motor maakte. De tweede versie had een 100 cc Sachs-motor. In 1953 maakte men ook 48- en 98 cc motorfietsjes. 
Het bedrijf was in elk geval vanaf ca. 1958 eigendom van Michel Humblot, die ook de Paloma bromfietsen produceerde en in Frankrijk importeur voor Puch was. Men produceerde ook een scooter, maar toen Motobécane en Solex de Franse markt veroverden ging men een eigen bromfiets onder de naam Paloma-Humblot maken. De blokken hiervoor kwamen van Lavalette. In 1958 nam Lavalette de Paloma-productie over.